# イヴァノヴォ州

イヴァノヴォ州
ロシア語: Ивановская область

イヴァノヴォ州（イヴァノヴォしゅう、Ива́новская о́бласть、Ivanovo Oblast）は、ロシア連邦を構成する州（オーブラスチ）の一つ。州都はイヴァノヴォ。面積2万1437平方キロメートル、人口92万7828人（2021年国勢調査）。

## 主な都市
- イヴァノヴォ - 州都
- キネシマ
- シューヤ
- ヴィチュガ
- フルマノフ
- ザヴォルシスク
- パレフ
- プリョス

## 標準時
イヴァノヴォ州は、モスクワ時間帯の標準時を使用している。時差はUTC+3時間で、夏時間はない。（2011年3月までは標準時がUTC+3で、夏時間がUTC+4時間、同年3月から2014年10月までは通年UTC+4であった）